# آرثر غلدبيرجر
آرثر غلدبيرجر (بالإنجليزية: Arthur Goldberger)‏ هو اقتصادي أمريكي، ولد في 20 نوفمبر 1930 في بروكلين في الولايات المتحدة، وتوفي في 11 ديسمبر 2009 في ماديسون في الولايات المتحدة.